# 布恩鎮區 (密蘇里州聖查爾斯縣)
布恩鎮區（英語：Boone Township）是位於美國密蘇里州聖查爾斯縣的一個行政鎮區。

## 地方資料
布恩鎮區的面積為542.94平方千米，當中陸地面積為529.30平方千米，而水域面積為13.64平方千米。根據2020年美國人口普查的數據，當地共有人口58662人，而人口密度為每平方千米108.05人。